# Iwan Duszkin
Iwan Iwanowicz Duszkin (ros. Иван Иванович Душкин, ur. 10 lutego?/23 lutego 1905 we wsi Pletieniowka w obwodzie kałuskim, zm. 10 czerwca 1976 w Moskwie) – radziecki lotnik wojskowy, generał major lotnictwa, Bohater Związku Radzieckiego (1938).

## Życiorys
Po ukończeniu siedmioletniej szkoły pracował w gospodarstwie rolnym, od 1927 służył w Armii Czerwonej, skończył szkołę wojskową w Kałudze, a w 1930 kursy przy Moskiewskiej Szkole Piechoty. Od 1932 był żołnierzem Sił Wojskowo-Powietrznych, w 1934 ukończył kursy szturmanów (nawigatorów) szkoły lotników morskich w Jejsku, brał udział w wojnie domowej w Hiszpanii jako szturman i szef sztabu eskadry, wykonując ponad sto lotów bojowych i strącając w składzie załogi 1 samolot wroga. Po powrocie do ZSRR kontynuował służbę wojskową, latem 1939 uczestniczył w bitwie nad Chałchin-Goł w składzie grupy doświadczalnych pilotów-instruktorów, we wrześniu 1939 w agresji ZSRR na Polskę, a 1939–1940 w wojnie z Finlandią. 4 czerwca 1940 otrzymał stopień generała majora lotnictwa. Był lotnikiem-instruktorem Wydziału Lotnictwa Bombowego Inspekcji Lotniczej Sił Wojskowo-Powietrznych Armii Czerwonej, w 1942 ukończył Akademię Wojskowo-Powietrzną, brał udział w wojnie z Niemcami, w latach 1943–1945 był szefem wojskowej lotniczej szkoły lotników bombowych w Taszkencie. Po wojnie został szefem przygotowania bojowego dywizji lotniczej, w 1955 skończył kursy doskonalenia dowódców i szefów sztabów jednostek lotnictwa, w 1956 zakończył służbę wojskową.

## Odznaczenia
- Złota Gwiazda Bohatera Związku Radzieckiego (14 marca 1938)
- Order Lenina (dwukrotnie - 14 marca 1938 i 30 kwietnia 1954)
- Order Czerwonego Sztandaru (trzykrotnie - 22 października 1937, 29 sierpnia 1939 i 6 listopada 1947)
- Order Czerwonej Gwiazdy (dwukrotnie - 21 maja 1940 i 3 listopada 1944)
- Order Czerwonego Sztandaru (Mongolska Republika Ludowa, 1939)

I medale.